# 小松清直
小松 清直（こまつ きよなお、慶応2年9月18日（1866年10月26日） - 大正7年（1918年）3月5日）は、明治～大正の華族。父は薩摩藩家老小松清廉、母は妾の琴。幼名は安千代。夫人は元薩摩藩家老島津久宝の娘福子。

## 来歴
父・小松清廉（帯刀）と京都の芸妓・琴の長男として誕生する。1870年8月に清廉が没したため、清廉正妻の近により鹿児島で養育された。
しかし、小松家には養子清緝（町田久成実弟で千賀の甥）がおり、家督は1870年3年10月に清緝が相続するも、1872年9月25日に清直が新たに相続した。1896年6月に隠居し、1918年3月に52歳で死去。墓地は鹿児島県日置市日吉支所（旧日吉町役場）の祢寝（ねじめ）家・小松家歴代墓所にある。

## 子孫
長男の帯刀は、清廉の維新の功により伯爵を授けられたが、1905年3月に死去。その後、次男の重春が伯爵位を相続し、経國銀行頭取など経済界で活躍した。家督は西郷従道7男従志を養子に迎えて引き継がれた。長女のハナは龍野藩主脇坂家の末裔・安之に嫁いでおり、現在も清直の血筋を伝えている。

## 余話
- 1922年には鉄道大臣が伯爵小松重春に品川駅立売営業権を許可している。これは重春の祖父帯刀が1867年に鉄道敷設建白書を呈上した功績を考慮したためであり、小松家では株式会社常盤軒として国鉄品川駅で食品などの販売を開始し、現在に至っている。

- 生年は慶応2年9月18日とされているが、「禰寝文書」など一部史料では慶応元年8月18日（1865年10月7日）との記述もある。

## 登場作品
テレビドラマ
- 『篤姫』（2008年、NHK大河ドラマ、演：高橋平）